# توماس بيرك (محامي)
توماس بيرك (بالإنجليزية: Thomas Burke)‏ هو قاضي ومحامي أمريكي، ولد في 22 ديسمبر 1849، وتوفي في 4 ديسمبر 1925.